# 魅魔

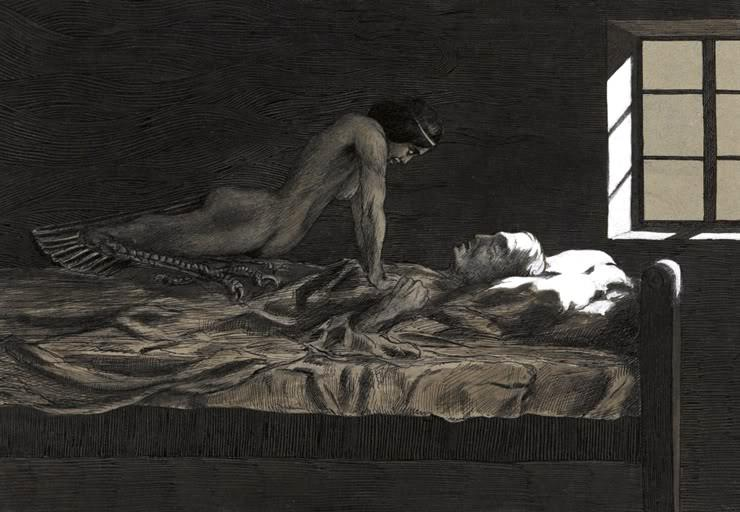
弗里茲·施溫貝克《我的夢，我的惡夢》中對魅魔的描繪，1915年。

魅魔（英語：succubus），又称女淫妖、女夜魔、女梦魔，是欧洲民间传说中的一种女恶魔或超自然实体。会在夜晚男性的睡梦，用性行为来夺取精力。魅魔会在梦中用美丽容貌来诱惑男性，以此获得精液来生新魅魔。而且魅魔会吸干或伤害与她发生性交的男人。在现代的描述中，魅魔通常被描绘成一个“勾引男人的女子”或“迷人的女子”，而不是恶魔或可怕的。女淫妖的男性对应物是夢魔。

## 英语词源
英语单词“succubus”源自14世纪晚期，词源自晚期拉丁语的succuba（情妇），并进一步来自拉丁语succubare（躺在下面）（sub-（下面）和cubare（躺）），用来描述一种生物会相对于睡眠者的位置会摆出暗指的性姿势。

## 民间传说
根据犹太神秘著作《光辉之书》和中世纪犹太讽刺文本《便西拉的字母》的描述，莉莉丝是亚当的第一任妻子，后来成为了一个女淫妖。她离开了亚当，并在和大天使萨麦尔交配后拒绝返回伊甸园。在佐哈尔卡巴拉中，有四个魅魔与大天使萨麦尔交配。最初的四位恶魔女王分别是莉莉丝、巴比伦大淫妇、阿格拉特·巴特·马哈拉特和娜阿玛。魅魔可能会呈现出一个美丽的年轻女孩的形象，但仔细观察可能会发现她身体上的畸形，如鸟爪或蛇尾。民间传说还描述了对她们阴部进行舔阴的行为，那里滴着尿液和其他液体。在后来的民间传说中，女淫妖以塞壬的形象出现。
在民俗历史上，包括哈尼娜·本·多萨和阿巴耶在内的牧师和拉比试图遏制魅魔对人类的力量。但并非所有的魅魔都是恶意的。根据沃尔特·麦普在讽刺作品《宫廷琐事》中的描述，教宗西尔维斯特二世（999-1003）据称与一个名为Meridiana的魅魔有染，她帮助他在天主教会中获得了高位。在他去世之前，他忏悔了自己的罪过并忏悔而死。

## 在非西方文學中

### 佛經
有關觀世音菩薩祈願的佛教經典《Dharani Sutra of Amoghapāśa》向祈願者許諾：「你不會被邪靈所攻擊，吸你的精氣，或在夢中與你做愛」。